# Mecistocephalus tsenapus
Mecistocephalus tsenapus är en mångfotingart som beskrevs av Chamberlin 1944. Mecistocephalus tsenapus ingår i släktet Mecistocephalus och familjen storhuvudjordkrypare.
Artens utbredningsområde är Papua Nya Guinea. Inga underarter finns listade i Catalogue of Life.